# Artocarpus asperulus
Mít nài hay mít rừng (danh pháp hai phần: Artocarpus asperulus) là một loài thực vật thuộc họ Moraceae.
Artocarpus asperulus phân bố ở Đông Dương, Indonesia và Malaysia. Đây là cây gỗ lớn, cao từ 20 m đến 25 m, thân thẳng và tròn, phân cành cao, tán rộng.
Gỗ lõi của cây có màu vàng đến nâu vàng. Gỗ khá bền, chịu mối nhưng kém chịu mọt khô. Có thể sử dụng trong ngành xây dựng, đóng tàu, làm ván dán, ván sàn, đồ mộc, công cụ, đồ nội thất...